# 井上敬之助

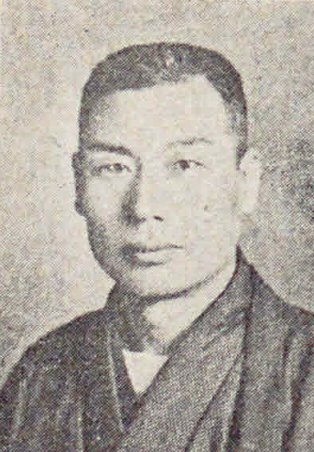
井上敬之助

井上敬之助（いのうえ けいのすけ、元治2年3月18日（1865年4月13日） - 昭和2年（1927年）8月10日）は、滋賀県会議長、衆議院議員を務めた明治・大正期の政治家。滋賀県政の大御所として当時知事が二人いると言われた。

## 生涯
近江甲賀郡石部村（現滋賀県湖南市石部）に、石部宿本陣小島金左衛門の八男として生まれ、幼名を家之助と称した。明治3年（1870年）に医師であり石灰製造所を経営していた井上敬祐の養子となり、同20年（1887年）には敬之助と改名した。
明治20年（1887年）大津自由党の創始者の一人酒井有の紹介で、自由党系の活動に参加した、明治23年（1890年）板垣退助が愛国公党を再興すると、井上は『特に県下の青壮年層に呼びかけて同党の主義綱領を宣伝した』とされる。同年7月の第1回衆議院議員選挙では、滋賀県第2区（甲賀・栗太・野洲郡）において酒井有を擁立し戦ったが落選した。
明治25年（1892年）県会議員に当選し、以後5回当選している。明治31年（1898年）6月自由党と進歩党が合流し憲政党が結成されると同党滋賀支部常議員になり、県会においては同年9月県参事会員となった。憲政党は明治33年（1900年）9月立憲政友会（総裁伊藤博文）と改称した際、井上は政友会滋賀支部の結成に多大な尽力をしたと言われる。そして、明治35年（1902年）には衆議院議員に初当選し、翌年も再選した。その後県会に戻り明治44年（1911年）10月県会議長に就任した。大正4年（1915年）衆議院議員に返咲き、以降3期連続して当選し、政友会本部総務や代議士会長を務めた。
昭和2年（1927年）8月10日死去した。